# حواء علي البصير
حواء علي البصير أول عميدة سودانية لكلية التمريض، من مواليد الشوال بريفى كوستى بولاية  النيل الابيض، نشأت بمدينة الخرطوم بحري وتلقت تعليمها الأولى بالمدرسة الاولية، تلقت تعليمها الأوسط والثانوى بمدرسة الارسالية الانجيلية الأمريكية بالخرطوم بحري أقامت في الثلاثينيات مع أختها بأم درمان، متزوجة ولها ابن واحد، توفت في  1973م.

## اسهاماتها
عملت لتعليم النساء (القراءة والكتابة والتدبير المنزلى والخياطة)، زارت مدرستها مفتشة إنجليزية من مصلحة
المعارف وأعجبت بمجهودها واقترحت الحاقها بمدرسة القابلات بأم درمان.

### محطات
تخرجت من مدرسة القابلات عام 1941 م، نالت شهادة التمريض عام 1944م وشهادة الزائرات
الصحيات عام 1945م وعملت زائرة صحية بمدينة الخرطوم، أسست مدرسة الدايات بالابيض بشمال كردفان وكانت ناظرة لها، في عام 1950م أوفدت للملكة المتحدة في بعثة دراسية وهي أول امرأة سودانية ترسل في بعثة دراسية قصيرة لمدة عامين  في عام 1954 م، حصلت على شهادة التمريض من المملكة المتحدة والزائرات الصحيات.

### تدرجاتها
- عضو في جمعية القابلات الدولية
- عضو بجمعية الزائرات الصحيات الدولي
- تتقلدت منصب عميدة التمريض والولادة في السودان 1956 م كأول امرأة سودانية
- شاركت في العديد من المؤتمرات المحلية والعالمية في مجال التمريض والولادة.
- حازت على نيشان الخدمة الممتازة من الامبراطورية البريطانية، ولها بحوث والاوراق في علم التمريض والقبالة بالسودان
- منحتها جامعة الخرطوم الماجستيرالفخرية في العلوم الصحية